# Mistrzostwa Świata w Kolarstwie BMX 2005
10. Mistrzostwa świata w kolarstwie BMX 2005 odbyły się w stolicy Francji - Paryżu, w dniach 30 lipca - 1 sierpnia 2005 roku. W programie znalazły się następujące konkurencje: wyścig elite i juniorów (oba zarówno dla kobiet jak i mężczyzn) oraz cruiser juniorów i elite (tylko mężczyźni). W klasyfikacji medalowej zwyciężyli reprezentanci USA zdobywając łącznie cztery medale, w tym dwa złote.

## Medaliści
| Konkurencja:          | Złoto:             | Srebro:        | Brąz:                 |
| Klasyfikacja mężczyzn |                    |                |                       |
| Elite                 | Bubba Harris       | Mike Day       | Robert de Wilde       |
| Juniorzy              | Michael Cesar      | Benoît Leroy   | Edgar Bisseling       |
| Cruiser               | Randy Stumpfhauser | Kelvin Batey   | Bjorn Wijnants        |
| Cruiser juniorzy      | Sifiso Nhlapo      | Jérémy Chaffot | Josh Oie              |
| Klasyfikacja kobiet   |                    |                |                       |
| Elite                 | Willy Kanis        | Renee Junga    | Laëtitia Le Corguillé |
| Juniorki              | Nicole Callisto    | Sarah Walker   | Melissa Mankowski     |

## Tabela medalowa
| Miejsce | Państwo           | Złoto | Srebro | Brąz | Razem |
| ------- | ----------------- | ----- | ------ | ---- | ----- |
| 1       | Stany Zjednoczone | 2     | 1      | 1    | 4     |
| 2       | Australia         | 1     | 1      | 1    | 3     |
| 3       | Holandia          | 1     | 0      | 2    | 3     |
| 4       | Portugalia        | 1     | 0      | 0    | 1     |
|         | RPA               | 1     | 0      | 0    | 1     |
| 6       | Francja           | 0     | 2      | 1    | 3     |
| 7       | Wielka Brytania   | 0     | 1      | 0    | 1     |
|         | Nowa Zelandia     | 0     | 1      | 0    | 1     |
| 9       | Belgia            | 0     | 0      | 1    | 1     |